# Homme de Lindow
L'Homme de Lindow est une momie préservée dans une tourbière naturelle, découverte le 1er août 1984 dans la tourbière de Lindow Moss (Wilmslow), dans le Cheshire, par des exploitants de tourbe. La presse locale surnomma à l'époque le corps « Pete Marsh » (avec un jeu de mots sur peat marsh, « tourbière » en anglais).

## Historique
L'Homme de Lindow a été découvert le 1er août 1984 par deux hommes qui travaillaient à la déchiqueteuse à l'extraction de tourbe pour leur entreprise, dans le comté de Cheshire. Andy Mould et Stephan Dooley écartaient de la fosse des grosses pierres ou les branches de bois enfouies sous la tourbe, comme susceptibles de détériorer leur machine, quand ils mirent au jour ce qui semblait être un ballon de football crevé. Mais lorsqu'ils dégagèrent l'objet de sa gangue de tourbe, ils reconnurent les traits non équivoques d'un visage humain et contactèrent la police du comté. Au premier examen, quelques cheveux tenaient encore au cuir chevelu et le globe de l'œil gauche était intact ; des parties de l'encéphale étaient encore visibles. Au cours des années suivantes, de nouveaux restes du corps de l'Homme de Lindow purent être retrouvés : les bras détériorés (qui permirent de déterminer sa taille), le torse et le pied droit (fin 1984), puis en 1988 des lambeaux de peau, les jambes, les fesses et la cuisse droite.

## Description
Le cadavre a été trouvé le visage replié sur le buste dans une tourbière de Lindow Moss. La datation par le carbone 14 de l'Homme de Lindow a permis de situer la date de sa mort entre 2 av. J.-C. et 119 de notre ère. Il avait environ 25 ans, mesurait 1,68 m et pesait entre 60 et 65 kg. Ce qui est remarquable chez cet homme des tourbières est l'acharnement avec lequel il a été mis à mort : son exécution est considérée comme ayant commencé par les trois coups portés à la tête qui ont été relevés sur le crâne, suivis d'une incision à la gorge. Enfin, une cordelette fortement serrée a été trouvée autour de son cou.
Il y a toutefois une contradiction apparente dans les modes d'exécution : la strangulation (la cordelette) pourrait évoquer un sacrifice de première classe sans effusion de sang, alors que l'incision à la gorge serait un sacrifice de deuxième classe avec effusion de sang.

## Dernier repas
L'acidité de la tourbière a conservé le contenu de l'estomac. Le dernier repas consistait en grande partie de céréales cuites (blé, son et orge), ce qui correspond davantage à une offrande sacrificielle qu'à un repas ordinaire. La présence de pollen de gui dans l'estomac de la victime a d'abord paru très suggestif, compte tenu de la place qu'a cette plante dans la tradition druidique : le gui est une plante vénéneuse connue pour provoquer des convulsions, de sorte qu'il est peu probable qu'un homme l'ait ingéré accidentellement. En outre, ce mode d'empoisonnement est bien documenté dans la littérature celtique postérieure à l'occupation romaine. Mais Gordon Hillman (1986) a justement attiré l'attention sur le fait que le pollen trouvé dans les intestins est plus vraisemblablement du pollen qui s'est déposé sur les stigmates des fleurs de céréales, ingéré ensuite avec les graines.

## Analyse
Le triple mode d'exécution évoque un « meurtre rituel », dans la mesure où les triades sont des attributs de la religion des Celtes. Quant à savoir s'il s'agissait d'un sacrifice humain, d'une exécution ou des deux à la fois, les spécialistes sont partagés : comme les récits de sacrifices humains chez les Celtes sont le fait d'historiens étrangers à cette culture, les détails qu'on y trouve sont potentiellement suspects. 
L'archéologue Anne Ross, s'appuyant sur le fait que cet homme n'exécutait pas de tâches manuelles, estime que l'Homme de Lindow était un druide. S'il s'agit d'un sacrifice, l'Homme de Lindow ne pourrait pas être un druide, puisque celui-ci est un membre de la classe sacerdotale et qu'il est justement chargé de procéder aux sacrifices. Il existe toutefois dans la mythologie celtique irlandaise des cas de mises à mort de druides despotiques. D'une manière générale, les sacrifices humains étaient relativement rares chez les Celtes. Les animaux et les objets étaient plus couramment utilisés. Anne Ross suggère qu'il s'est prêté à un sacrifice, peut-être au moment de Beltaine, après un repas de pain de graines symboliquement brûlées. L'écrivain John Grigsby, lui, croit voir dans la mort de l'Homme de Lindow une expérience mimétique de renaissance et de mort, apparentée aux rites de Nerthus et d'Attis, théorie soutenue par le fait que l'analyse chimique de la peau semble montrer que l'Homme de Lindow avait peint son corps d'un pigment vert végétal.

## Conservation
Le corps de l'Homme de Lindow, qui a été lyophilisé pour sa conservation, est exposé au British Museum (galerie 50). La pièce où il est conservé est la mieux thermostatée du musée, car sa fragilité est telle que même au cours des travaux, il a été jugé plus sage de le laisser en place dans un sarcophage plutôt que de risquer de le déplacer.

## Où une momie en cache une autre
La découverte de restes humains dans les marais de Lindow Moss avait un précédent : en 1983, les mêmes exploitants avaient déjà trouvé, non loin de là, un crâne en partie décomposé. À la suite du rapport médico-légal préliminaire, la police a conclu que le crâne était celui d'une femme européenne, appelée « Femme de Lindow », âgée entre 30 et 50 ans. À l'annonce de ces résultats, un homme avoua de lui-même le meurtre de son épouse, quelque 20 ans plus tôt : Peter Reyn-Bardt reconnut qu'après avoir violé sa femme, il l'avait tuée et démembrée, jetant ses restes dans le marécage de Lindow Moss. Ce n'était toutefois pas l'ultime rebondissement de cette affaire, puisque, lorsque le laboratoire d'archéologie de l'université d'Oxford procéda à la datation par le carbone 14 du crâne, on découvrit qu'il s'agissait en fait de celui d'un homme mort il y a 2 000 ans. Pour autant, la police britannique s'appuya sur la force des aveux pour inculper Reyn-Bardt de meurtre.